# Rio Viskan
Viskan ( PRONÚNCIA) é um rio das províncias de Halland e Västergötland, na Suécia. Nasce no lago Tolken, na Västergötland, passa por Borås, Viskafors e Kinna, e deságua no estreito do Categate, a norte da cidade de Varberg. Tem extensão de 140 quilômetros. No século XIX foram aí criadas várias fábricas têxteis que aproveitavam a energia hidráulica dos rápidos do rio.

## Etimologia
O hidrônimo deriva do sueco antigo "Visk", significando água/curso de água, ou possivelmente terreno alagado/lodaçal.